# Ро, Дэвид
Дэ́вид Ро (англ. David Roe; род. 1965) — английский профессиональный игрок в снукер. Родился 11 сентября 1965 года в Дерби, Англия.

## Карьера
Дэвид Ро четырежды был четвертьфиналистом рейтинговых турниров.

## Места в мировой табели о рангах
По результатам сезона 1991/92 Ро вошёл в топ-64, а в сезоне 1994/95 имел наивысший для себя рейтинг — 13-й. Сейчас Дэвид Ро на 93-м месте в мировой табели о рангах. В следующем сезоне он не будет играть в мэйн-туре.
В 2010 году Дэвид Ро стал работать тренером в Иране.